# کوواتوو
کوواتوو (به لاتین: Kuvatovo) یک منطقهٔ مسکونی در روسیه است که در باشقیرستان واقع شده‌است.